# Stefania Centrone
Stefania Centrone (* 5. August 1975 in Bari) ist eine in Deutschland tätige italienische Philosophin.

## Biografie
Centrone studierte von 1995 bis 1999 Philosophie an der Universität Florenz. 2004 folgte die Promotion an der Scuola Normale Superiore in Pisa bei Ettore Casari und Kevin Mulligan sowie 2012 eine Habilitation an der Universität Hamburg für Philosophie und 2013 eine weitere in Italien für Logik, Wissenschaftsphilosophie und Wissenschaftsgeschichte.

2016 vertrat sie außerdem die Professur für Theoretische Philosophie an der Georg-August-Universität Göttingen und war von 2017 bis 2018 tätig als Wissenschaftliche Mitarbeiterin an der Carl von Ossietzky Universität Oldenburg, an der Universität Helsinki, der Technischen Universität Berlin und der Fernuniversität in Hagen tätig, bevor sie 2023 eine Professur an der Technischen Universität München antrat.

## Forschungsschwerpunkte
Zu den Forschungsschwerpunkten von Centrone gehört die Theoretische Philosophie, insbesondere Sprachphilosophie und Erkenntnistheorie, die Frühgeschichte der Analytischen Philosophie bei Bolzano, Frege und Husserl, außerdem Logik, Philosophie des Geistes, insbesondere Theorien der Intentionalität, sowie die Philosophie der Mathematik.

## Publikationen (Auswahl)

### Monografien
- Stefania Centrone: Studien zu Bernard Bolzano. Academia, Sankt Augustin 2015, ISBN 978-3-89665-664-3 (332 S.).
- Stefania Centrone: Logic and Philosophy of Mathematics in the Early Husserl. Springer, Berlin 2010, ISBN 978-90-481-3246-1 (englisch, 254 S.).

### Herausgaben
- Stefania Centrone (Hrsg.): Essays on Husserl's Logic and Philosophy of Mathematics (= Synthese Library. Nr. 384). Springer, Berlin 2017, ISBN 978-94-024-1130-0 (englisch, 526 S.).
- Stefania Centrone (Hrsg.): Versuche über Husserl. Meiner, Hamburg 2013, ISBN 978-3-7873-2408-8 (276 S.).

### Artikel in Fachzeitschriften
- Stefania Centrone: Early Bolzano on Ground-Consequence Proofs. In: The Bulletin of Symbolic Logic. Band 22, Nr. 2, 2016, ISSN 1079-8986, S. 215–237, doi:10.1017/bsl.2016.1 (englisch).
- Stefania Centrone: Husserls Zeichentheorie. Bemerkungen zur Ersten Logischen Untersuchung. In: Archiv für Geschichte der Philosophie. Band 9, Nr. 1, 2015, ISSN 1613-0650, S. 66–96, doi:10.1515/agph-2015-0003.